# Igelsreuth
Igelsreuth (oberfränkisch: Bärchschdrobl bzw. Iglsraad) ist ein Gemeindeteil der Gemeinde Neudrossenfeld im Landkreis Kulmbach (Oberfranken, Bayern). Igelsreuth liegt in der Gemarkung Langenstadt.

## Geographie

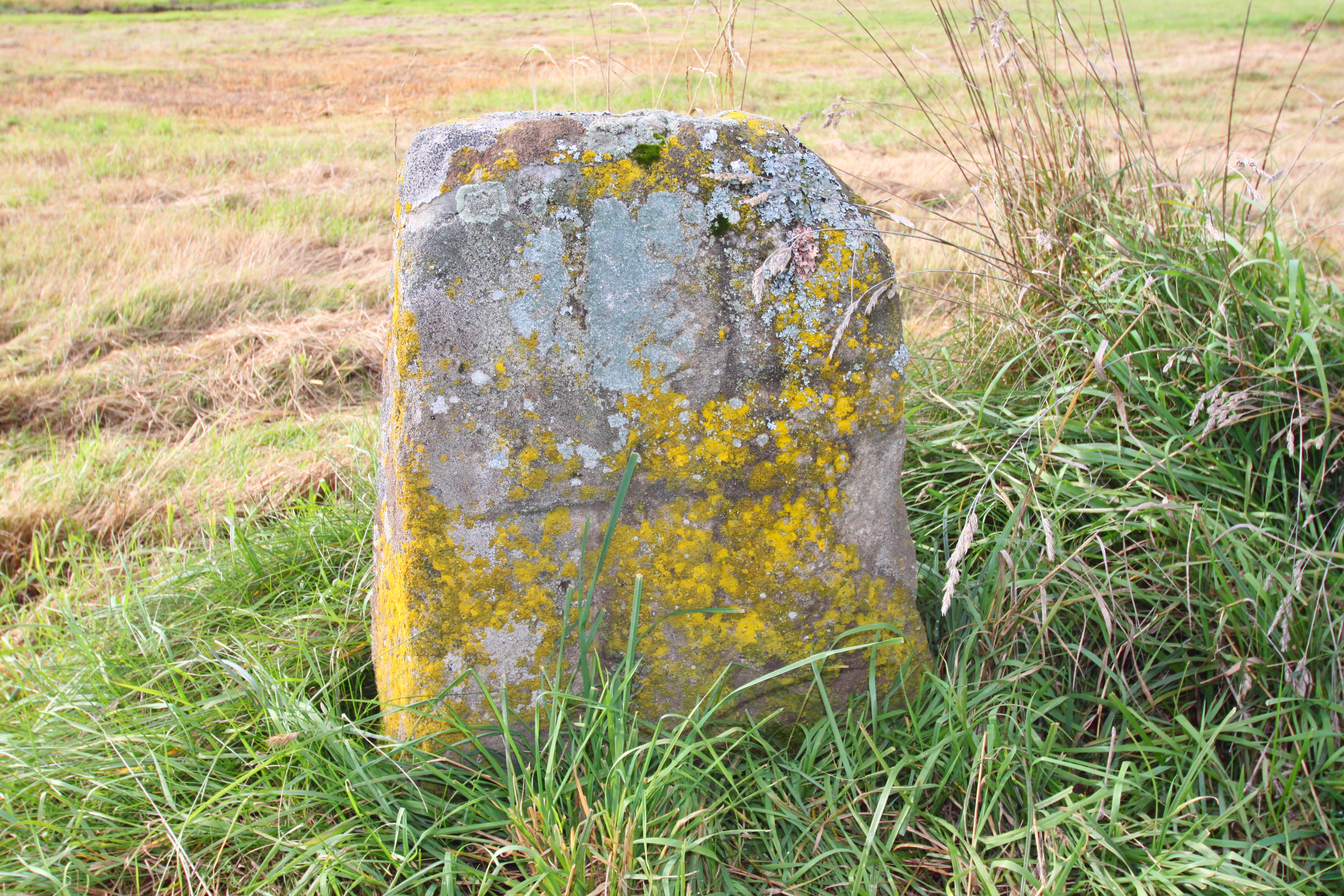
Peststein zwischen Igelsreuth und Langenstadt

Die Einöde ist von Acker- und Grünland umgeben. Im Südosten tangiert die A 70 den Ort. Ein Wirtschaftsweg führt nach Unterlettenrangen zur Kreisstraße KU 16 (1,4 km westlich), an dessen Seite sich auf halber Strecke ein Peststein befindet.

## Geschichte
Der Ort wurde 1284 als „Igelsgeruot“ erstmals urkundlich erwähnt. Der Graf von Orlamunde schenkte sein Allod im Ort dem Kloster Langheim. Der Ortsname bedeutet zur Rodung des Igil (Diminutivform von Igo). Mit dem Personennamen Igil wurde wahrscheinlich der Gründer der Siedlung angegeben. Die umgangssprachliche Form weist auf einen Hofbesitzer namens Strobel hin.
Gegen Ende des 18. Jahrhunderts bestand Igelsreuth aus einem Anwesen. Das Hochgericht übte das bayreuthische Stadtvogteiamt Kulmbach aus. Die Grundherrschaft über den Hof hatte der bambergische Langheimer Amtshof.
Von 1797 bis 1810 unterstand der Ort dem Justiz- und Kammeramt Kulmbach. Mit dem Gemeindeedikt wurde Igelsreuth 1811 dem Steuerdistrikt Hutschdorf und 1812 der Ruralgemeinde Hutschdorf zugewiesen. Mit dem Zweiten Gemeindeedikt (1818) wurde es in die neu gebildete Ruralgemeinde Langenstadt umgemeindet.
Am 1. Januar 1972 wurde Igelsreuth im Zuge der Gebietsreform in Bayern mit Langenstadt nach Leuchau eingegliedert. Am 1. Juli 1976 wurde diese Gemeinde aufgelöst und Igelsreuth nach Neudrossenfeld eingegliedert.

### Baudenkmäler
- Haus Nr. 40: Wohnstallhaus

### Einwohnerentwicklung
| Jahr      | 001818 | 001861 | 001871 | 001885 | 001900 | 001925 | 001950 | 001961 | 001970 | 001987 | 002021 |
| Einwohner | *      | 3      | 4      | 3      | 3      | 7      | 4      | 4      | 3      | 7      | 9      |
| Häuser    | *      |        |        | 1      | 1      | 1      | 1      | 1      |        | 1      | 2      |
| Quelle    | [ 8 ]  | [ 11 ] | [ 12 ] | [ 13 ] | [ 14 ] | [ 15 ] | [ 16 ] | [ 17 ] | [ 18 ] | [ 19 ] |        |

## Religion
Der Ort ist seit der Reformation evangelisch-lutherisch geprägt und nach Unsere Liebe Frau (Langenstadt) gepfarrt.